# Petrellfjellet
Petrellfjellet är ett berg i Antarktis. Det ligger i Östantarktis. Norge gör anspråk på området. Toppen på Petrellfjellet är 2 678 meter över havet.
Terrängen runt Petrellfjellet är varierad. Trakten är obefolkad. Det finns inga samhällen i närheten. 